# Ferenta
Ferenta is een geslacht van vlinders van de familie spinneruilen (Erebidae), uit de onderfamilie Calpinae.

## Soorten
- F. cacica Guenée, 1852
- F. castula Dognin, 1912
- F. incaya Hampson, 1926
- F. stolliana Stoll, 1780